# Granica słoweńsko-włoska

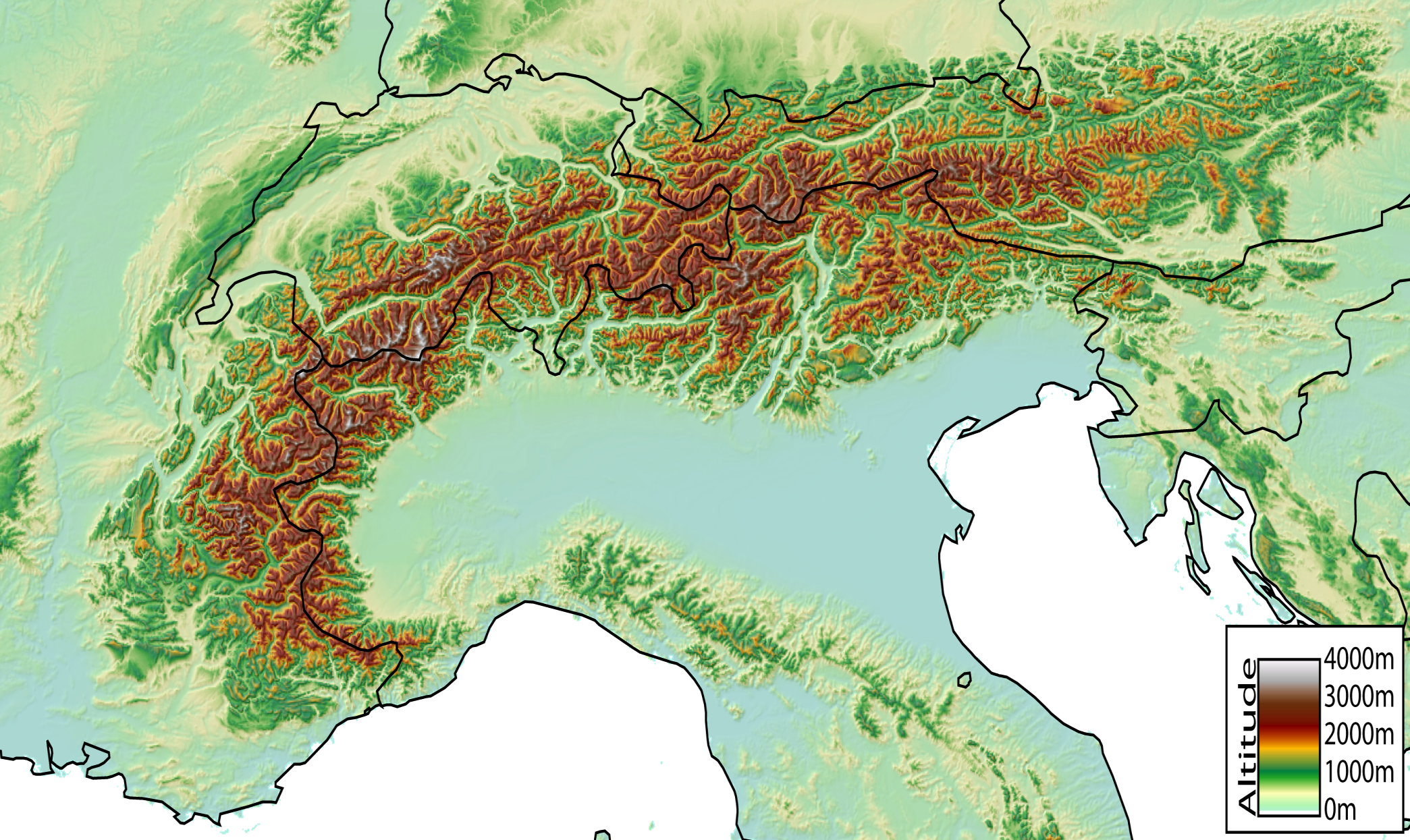
Mapa Alp z zaznaczonymi granicami państwowymi

Mapa Zatoki Pirańskiej

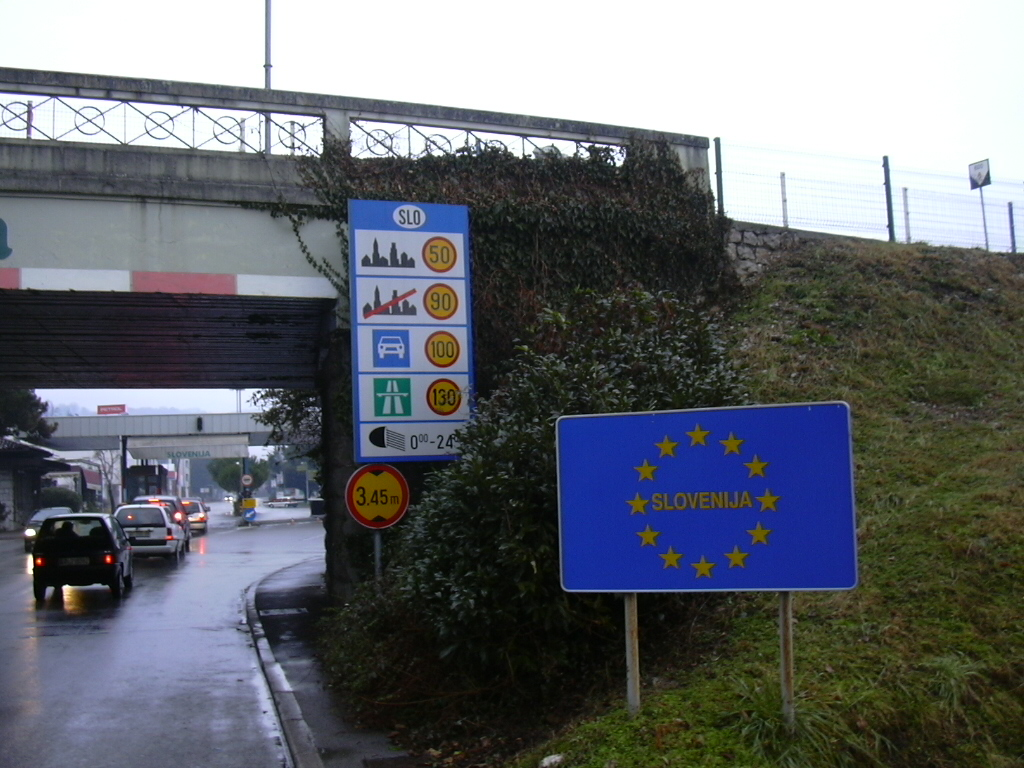
Dawne przejście graniczne w Gorycji

Granica słoweńsko-włoska – granica państwowa ciągnąca się na długości 232 km, od Morza Adriatyckiego na południu do trójstyku z Austrią na północy.
Granica zaczyna się na trójstyku z Austrią, na południe od austriackiego Villach i biegnie na południowy zachód, po czym po ok. 40 km skręca na południowy wschód, do Bovca. Następnie ponownie kieruje się na południowy zachód do Brdy i skręca na południowy wschód, zostawiając Gorycję po stronie włoskiej. Przy granicy, na wysokości Gorycji, w czasach Tity, wzniesiona Novą Goricę. Granica biegnie na południowy wschód, do Triestu, który okala od południa i dochodzi do brzegu morza.
Granica powstała w 1991 roku, po uzyskaniu niepodległości przez Słowenię, która była wcześniej częścią Jugosławii. Do tego czasu istniała tu, od 1954 roku, w identycznym przebiegu granica jugosłowiańsko-włoska.